# Гаврил II Могила
Гаврил II Могила (рум. Gavril II Movilă; умер 1635) — господарь Валахии (1616, 1618—1620), сын валашского и молдавского господаря Симиона Могилы, брат молдавских господарей Моисея Могилы и Михаила Могилы и митрополита киевского Петра Могилы.

## Биография
В августе 1616 года валашские бояре изгнали своего господаря Раду Михню и посадили на господарский престол Гаврила Могилу. Однако уже в сентябре 1616 года турецкий ставленник Александр Ильяш (1616—1618) захватил господарский престол, изгнав Могилу из Валахии. В июне 1618 года в результате народного восстания Александр Ильяш был свергнут. Гаврил Могила вторично занял вакантный господарский престол и был утвержден в своей должности турецким султаном. Поддерживал хорошие отношения с Речью Посполитой.
В 1619 году валашский господарь Гаврил Могила заключил союзный договор с князем Трансильвании Габриелем Бетленом. Летом 1620 года турецкий султан Осман начал войну против Польши и отстранил от власти господаря Гаврила Могилу. На валашский престол вернулся турецкий ставленник Раду Михня (1620—1626).
Гаврил Могила бежал из Валахии в Трансильванию, где женился в 1622 году на богатой венгерской дворянке Елизавете Золеми и до конца своей жизни проживал при дворе трансильванского князя.